# شیراکاوان
شیراکاوان (به ارمنی: Շիրակավան) یک شهرک در ارمنستان است که در استان شیراک واقع شده‌است. شیراکاوان در  کیلومتری شمال گیومری، مرکز استان شیراک واقع شده است.

## خصوصیات
شیراکاوان ۷۴۳ نفر جمعیت دارد و در ارتفاع  متر بالاتر از سطح دریا قرار گرفته است.